# 리관이
리관이(중국어 정체자: 李冠儀, 병음: Lî Guànyí, 한자음: 이관의, Andrea Lee, 1976년 10월 9일 ~ )는 대만의 배우이자 진행자이다. 본명은 팡커위(龐可愉)이다.

## 방송
- 마녀18호
- 염정영웅
- 애정녀복
- 아관

## 영화
- 빈민영웅